# Протестантская церковь Алжира
Протестантская церковь Алжира (фр. Eglise protestante d'Algérie, EPA) — федерация протестантских церквей реформатской и методистской традиций, созданная в 1972 году в Алжире.

## История
Протестантизм присутствовал в стране с первых дней французского правления в Алжире. Первый синод реформатских церквей состоялся в 1843 году, а французские методисты начали миссионерскую работу в Бедже примерно в 1883 году.  К 1914 году американские методистские миссионеры также прочно обосновались в Алжире. После болезненного обретения Алжиром независимости многие местные христиане бежали из страны, и к 1970 году миссионерские школы и недвижимость были национализированы.

### Объединение и регистрация
В 1972 году французские реформатские общины и методистские общины в Алжире объединились в единую организацию, известную как «Протестантская церковь Алжира». Церковь было официально признана властями Алжира в 1974 году как представляющее протестантскую общину страны. Церковь зарегистрирована правительством Алжира как «Ассоциация протестантской церкви Алжира» (фр. Association de l'Eglise protestante d'Algérie).

### Отмена регистрации и закрытие
В 1990 году в Алжире был принят новый закон, Постановление 90–31, требующий от религиозных организаций обновить свой статус. Церковь потерпело неудачу в попытке перерегистрироваться и была лишена регистрации правительством Алжира, что сделало её деятельность незаконной. В 2006 году в Алжире был принято Постановление 06-03, регулирующее необходимость регистрации религиозных мест отправления культа в правительстве для их функционирования.  Это привело к закрытию церквей и сокращению регулярных христианских богослужений, особенно в Кабилии.
Церковь и другие христианские общины в Алжире продолжали подвергаться преследованиям со стороны алжирского правительства на протяжении всего периода. Свитетельствование было запрещено. Церкви закрывались, христиане арестовывались и обвинялись в прозелитизме и богохульстве. Закрытия происходили волнами. Например, с ноября 2017 года по октябрь 2019 года еще восемнадцать церквей были принудительно закрыты.

### Восстановление регистрации
18 июля 2011 года церковь получила перерегистрацию от правительства Алжира. Это открыло дверь для официального диалога между церковью и правительством Алжира по проблемам, с которыми сталкиваются алжирские христиане, включая возможность отмены Постановления 06–03.

## Статистика
Оценки количества верующих колеблются от 100 000 до 150 000 примерно в 40-50 приходах по Алжиру, в основном в северном прибрежном регионе страны.

## Межцерковные связи
церковь связана со следующими организациями и участвует в экуменической работе:
- Всемирный совет церквей[2]
- Всемирный евангелический альянс [14]
- Ближневосточный совет церквей
- Содружество евангелических церквей Ближнего Востока
- Всеафриканская конференция церквей
- Всемирное сообщество реформатских церквей [15]
- Всемирный методистский совет

## Внешние ссылки
- Протестантская церковь в Алжире
- Всемирный альянс реформатских церквей
- Ближневосточный совет церквей